# Espiral de Parker

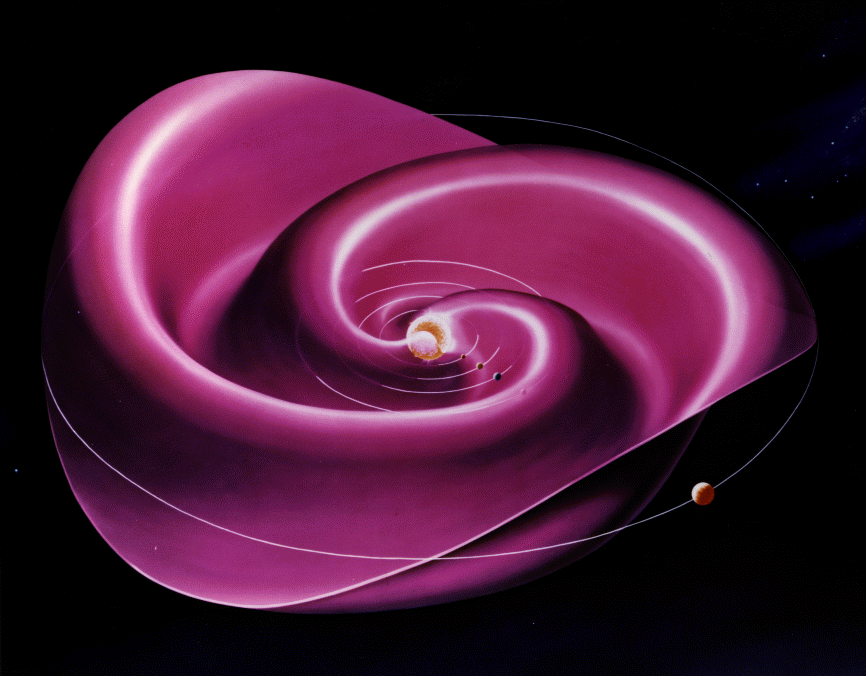
A corrente heliosférica difusa é uma forma tridimenscional da espiral de Parker que resulta da influência do campo magnético rotativo do Sol sobre o plasma no meio interplanetário. Podem ser vistos 5 planetas (Mercúrio, Vênus, Terra, Marte e Júpiter) ao redor da espiral de Parker.

A espiral de Parker é a forma do campo magnético do Sol como ele se estende através do sistema solar. Diferentemente da familiar forma do campo magnético de uma barra magnética, o campo do Sol estende-se deformado ("torcido") em uma espiral aritmética pela influência magnetoidrodinâmica do vento solar. A forma é nomeada em referência a Eugene Parker, que previu o vento solar e muitos de seus fenômenos associados na década de 1950.
A influência do campo magnético espiralado do Sol no meio interplanetário (vento solar) cria a maior estrutura do Sistema Solar, a corrente heliosférica difusa.